# Completo (gastronomía)
El completo es un bocadillo tradicional de Chile que consiste en un pan de hot dog, «pan de completo» o «pan copihue» abierto a lo largo, con una vienesa en el medio sobre la cual se colocan diversos ingredientes.
Es una de las especialidades de comida rápida más comunes y conocidas en Chile. Se diferencia del tradicional hot dog estadounidense por llevar una mayor cantidad de ingredientes y aderezos y, además, por tener un mayor tamaño.

## Principales ingredientes
En la gastronomía chilena, el completo suele estar compuesto de variados ingredientes o acompañamientos, que lo hacen muy versátil y asequible para distintos gustos, generando a su vez diferentes tipos de completos.
Además del pan y la vienesa (salchicha de Viena), entre los ingredientes más típicos o clásicos del completo chileno se encuentran: el tomate (cortado en pequeños cubos), palta triturada, mayonesa o chucrut. Usualmente se le pueden agregar otros aderezos tales como el ají chileno, salsa americana (picadillo de encurtidos), kétchup y mostaza a gusto del comensal. También existen preparaciones en las cuales se le agrega queso, cebolla, tocino o carne molida, dependiendo del lugar donde se consuma. El orden de los ingredientes es fundamental al momento de confeccionar un completo, en el clásico va en primer lugar la vienesa, luego el tomate, la palta triturada, la mayonesa y posteriormente las demás salsas a gusto de consumidor.

## Historia

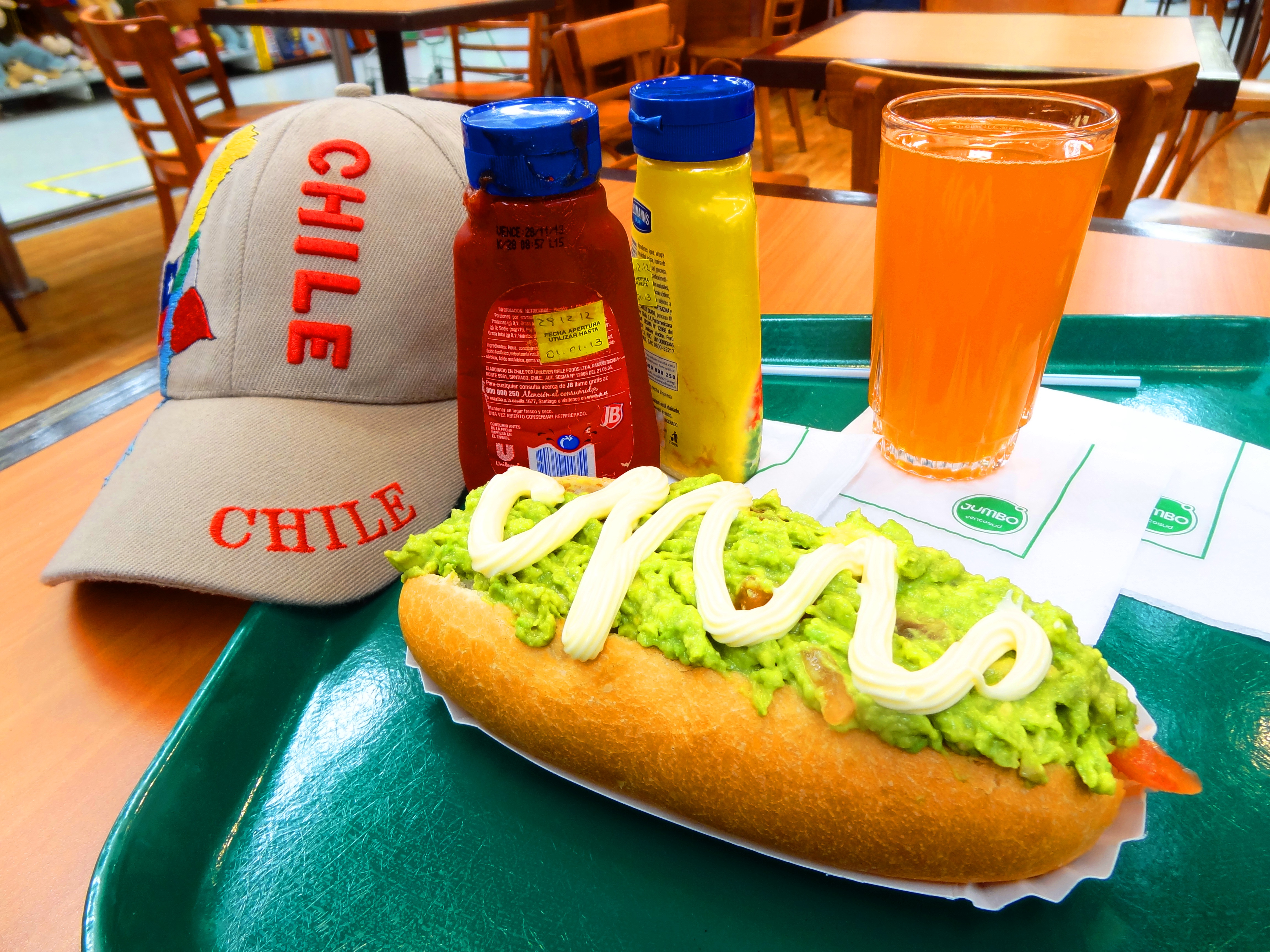
Completo italiano servido para su consumo.

Aunque la creación del hot dog se remonta a la segunda mitad del siglo XIX en los Estados Unidos, a Chile habría llegado muchos años después.
Eduardo Bahamondes habría sido el primero en importar la idea del hot dog a Chile durante los años 1920. Bahamondes, quien había trabajado en restaurantes estadounidenses, decidió abrir un local en el Portal Fernández Concha, junto a la Plaza de Armas de Santiago. El Quick Lunch Bahamondes fue así el primer local en vender esta variedad de sándwich, que popularizó el local ubicado en pleno centro de la capital. Además, Bahamondes introdujo nuevos ingredientes, puesto que el ketchup y la mostaza originales no eran de gran aceptación en la población de la época. Así, incorporó mayonesa, chucrut, tomate, palta, cebolla y perejil, entre otros ingredientes.
La idea del completo se expandió a otros locales del sector, quedando el Portal Fernández Concha hasta la fecha como un centro de comida rápida en Santiago, especialmente de completos. Posteriormente, el restaurante Nuria de calle Huérfanos se especializó en versiones gigantes del completo, mientras que el Dominó, nacido en 1952 en la calle Agustinas, popularizó diversas variedades y se caracterizó por un servicio expreso. Con el paso del tiempo, el completo se expandió a otras ciudades de Chile.

## Comercialización

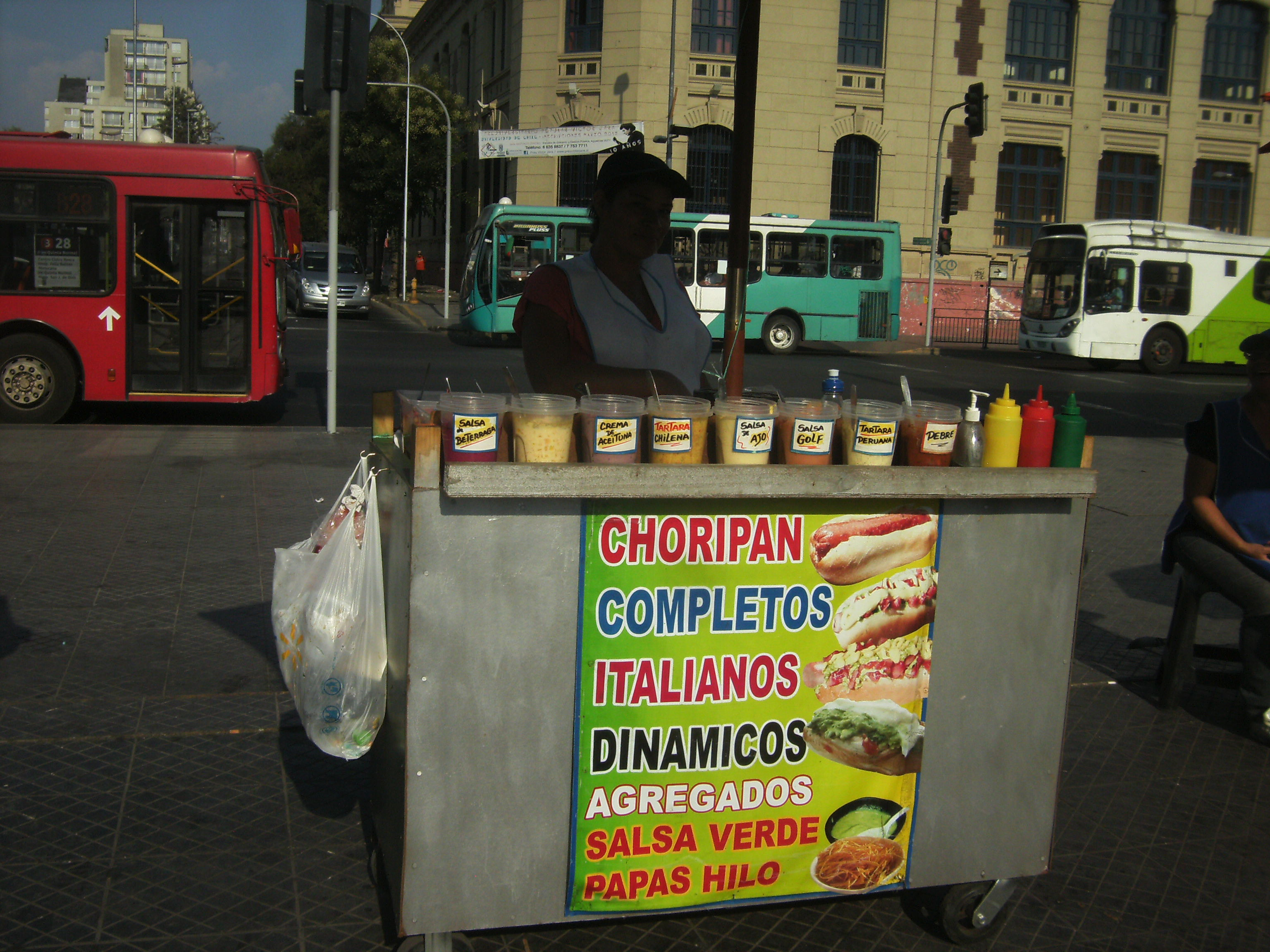
Puesto callejero de completos

Los completos son preparados en los hogares, usualmente para las once (ocasionalmente también para las colaciones o almuerzos de fin de semana), pero también son vendidos ampliamente de forma callejera en todas las ciudades y pueblos de Chile. También en fuentes de soda y restaurantes tradicionales, aunque varios locales se especializan en la venta únicamente de este producto.
Algunos restaurantes han industrializado la producción del completo, creando grandes cadenas. Una de ellas es la chilena Doggis de la firma G&N Brands, establecida en 1983, fue la primera cadena de comida rápida a nivel nacional basada exclusivamente en completos y fue en 2010 la cadena con más locales en Chile, superando a la estadounidense McDonald's. Otra es Dominó, nacido en el país como un pequeño restaurante de la calle Agustinas. En los años 2000 comenzó un proceso de expansión basado en completos y otros sándwiches de mayor calidad, llegando a patios de comida y centros comerciales de todo el país.
Pese a lo anterior, el completo mantiene su esencia como un producto callejero y de compra al paso, especialmente para estudiantes universitarios. También se venden en la noche a personas que salen de discotecas. Se suelen realizar «completadas» como una forma de reunión familiar, convivencia vecinal y hasta para eventos de beneficencia y recaudación de fondos.

## Variantes
Debido a la multiplicidad de ingredientes utilizados, las distintas preparaciones se distinguen por nombres, entre las que destacan el «completo» y el «italiano», las variaciones más comunes o típicas. De la primera variación es de donde el sándwich toma su nombre. Todas las variaciones llevan el pan de mesa y la vienesa como base:
- A lo pobre: Huevo, cebolla frita y queso. Llamado así por llevar ingredientes del bistec a lo pobre. [13][14]
- Alemán: Tomate, chucrut y mayonesa.[13][14]
- Antiguo: Palta, salsa americana y mayonesa.[13]
- Brasileño: Queso derretido y palta. Llamado así por la similitud de sus colores con la bandera de Brasil. [13][14]
- Chacarero: Tomate, porotos verdes, ají verde y mayonesa. Llamado así por llevar los ingredientes del chacarero.[13][14]
- Chemilico: Huevo revuelto.[13][14]
- Dinámico: Tomate, chucrut, palta, salsa americana y mayonesa.[13] En Valparaíso y Viña del Mar, se denomina completo a esta variante.[15]
- Español: Panceta, ají de color y queso. Llamado así por la similitud de sus colores con la bandera de España.
- Especial: Mayonesa. Equivalente al perrito caliente.
- Gringo: Tomate, pepinillo, lechuga, cebolla y mayonesa.[13][14]
- Indio: Palta, mayonesa, zanahoria rallada, curry y ají amarillo.
- Irlandés: Lechuga, mayonesa y tomate.
- Italiano: Palta molida, mayonesa y tomate. Llamado así por la similitud de los colores de sus salsas con la bandera de Italia.[13][14]
- Jarpa: Queso derretido y jamón cocido a la plancha troceado (emulando un Barros Jarpa).
- Luco: Queso derretido. Llamado así por llevar el ingrediente base del Barros Luco.[13][14]
- Napolitano: Tomate, orégano, queso y aceitunas negras.
- Rodeo: Queso, salsa de barbacoa y tocino.[13]
- Simple o Tomate mayo: Tomate en cubos y mayonesa.
- Suizo: Queso, tomate y mayonesa.[13]
- Turco: Huevo y queso.[13]

También existen variantes regionales del completo, a saber:
- Osornino: Cebolla caramelizada, tocino y mayonesa.
- Ariqueño: Palta, papas hilo y salsa al olivo.
- Iquiqueño: Cebolla morada, pilco (granos de choclo) y salsa de rocoto.
- Antofagastino: Tomate, cebolla caramelizada, ají verde y salsa tártara.
- Atacameño: Mote, mayonesa y ají verde.
- Coquimbano: Palta, espárragos y ciboulette.
- Porteño: Completo italiano con chucrut. La variante con pilco se conoce como viñamarino.
- Metropolitano o Santiaguino: Tomate, mayonesa y salsa americana.
- Rancagüino: Poroto verde, cebolla caramelizada, tomate, mayonesa y ají verde.
- Chillanejo: Salsa de arvejas, pilco, mayonesa de ajo y zanahoria picada.
- Penquista: Palta, tomate, champiñones salteados y salsa verde.
- Temucano: Mayonesa de ajo, piñones al merkén y nueces.
- Valdiviano: Cebolla caramelizada y huevo revuelto con merkén.
- Puertomontino: Cebolla morada, mayonesa de papa y ají amarillo.
- Patagónico: Mayonesa al pilpil, champiñones al romero y queso derretido.
- Magallánico: Queso derretido, huevo frito y merkén.

Opcionalmente todos pueden llevar otras salsas y aderezos como ketchup, mostaza, pasta de ají, salsa golf, pebre, etc.
Además, dentro de la cultura popular chilena de los últimos años, se ha resaltado la importancia de el orden en el cual se hace el completo italiano clásico, ya que el orden tradicional es tomate, palta y mayo.

### El completo talquino

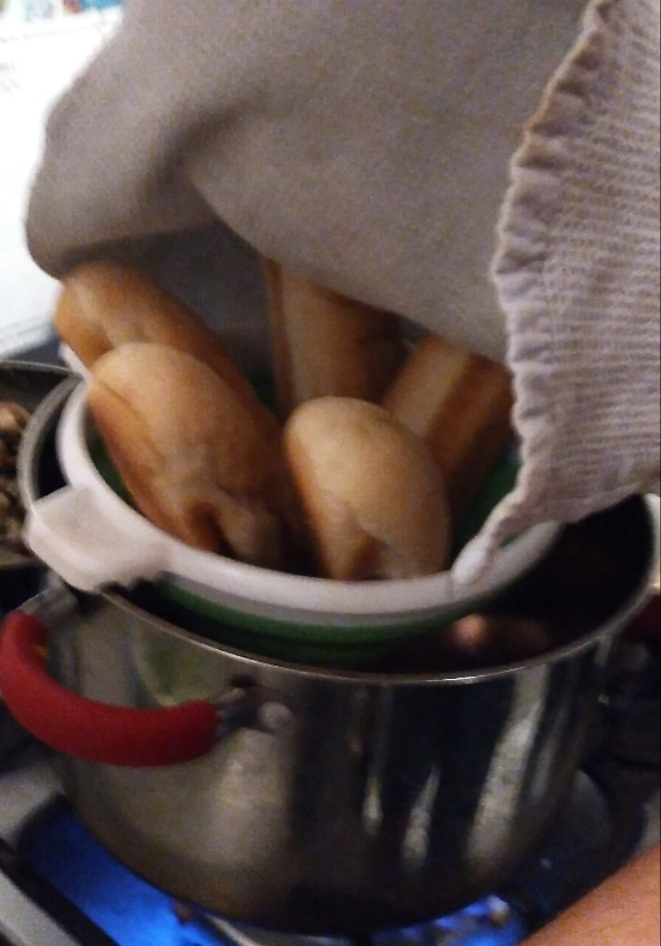
Preparación del pan para un completo talquino.

El completo talquino (también denominado completo mojado) es uno de los más reconocidos dentro de las variedades nacionales. Esencialmente, el completo cuenta con los mismos ingredientes que los originales, pero se diferencia en su preparación. Una de la principales diferencias es la preparación del pan, puesto que a este se le realiza una cocción a baño maría, de tal manera que queda blando y húmedo, mientras que en los completos tradicionales el pan se sirve sin ningún proceso previo, o bien, se pasa por un tostador o plancha para que quede más crujiente. La otra gran diferencia recae en la preparación del tomate, puesto que en la mayoría de los casos se sirve molido o rallado, mientras que en el completo tradicional se sirve picado en cuadros.

### El as
Una de las principales variantes del completo chileno es el denominado as o chilenito, que se prepara de forma similar al completo, pero reemplaza la vienesa por carne de vacuno picada tipo churrasco o en su defecto pechuga de pollo picada o láminas de lomo de cerdo, cualquiera de las tres cocinada a la plancha. Sobre la carne se agregan usualmente los mismos ingredientes utilizados para los completos, generando también cada una de las variantes antes nombradas.

### Completo en marraqueta
El pan a utilizar es normalmente pan de completo, pero también existen variantes que utilizan marraqueta (denominado también como pan batido o pan francés, dependiendo de la localización), esta variante es típica de la elaboración casera de completos, ante la falta de pan de completo (o de mesa), se recurre a la marraqueta, dividiendo el pan a lo largo, diferente al corte tradicional de este pan, para improvisar así dos panes de completo. En algunas partes del país se le suele llamar también Tortuga.

### Sopaipleto, sushipleto y papapleto

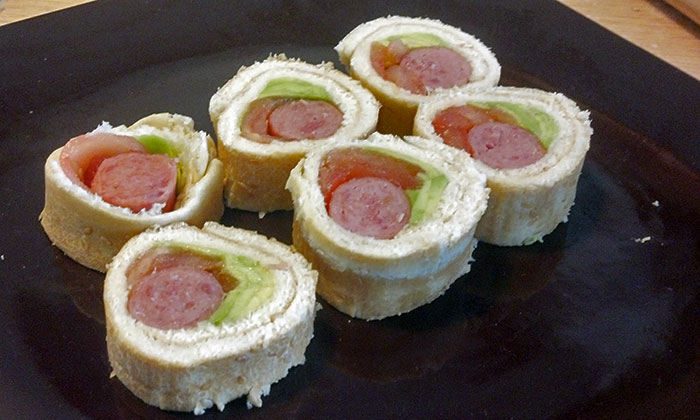
Sushipleto italiano

Existe una serie de nuevas variaciones, que a pesar de que no pueden ser consideradas típicas han adquirido un gran auge los últimos años. Dentro de estas, hay una variante que utiliza como pan una sopaipilla conocida sopaipleto, que suele tener los ingredientes de un completo italiano a excepción de la salchicha, que en este caso es opcional, otra variante del completo es el sushipleto que es un completo con forma de sushi, ya sea con arroz como con pan de completo aplanado. El papapleto es una variante orientada a las personas vegetarianas o veganas que reemplaza la vienesa por papas fritas, pero mantiene todos los demás ingredientes y variantes.